# ماهاجانگا دوم (بخش)
ماهاجانگا دوم (به لاتین: Mahajanga II) یک بخش‌های ماداگاسکار در ماداگاسکار است که در بوئنی واقع شده‌است.